# Miguel Farré Mallofré
Miguel Farré Mallofré est un pianiste et un joueur d'échecs espagnol né à Terrassa (province de Barcelone) le 23 février 1936 et mort le 29 mai 2021 dans la même ville. Il était maître international d'échecs depuis 1959.

## Carrière aux échecs
Miguel Farré Mallofré a été vice-champion d'Espagne d'échecs en 1957 derrière le grand maître international Arturo Pomar. Il a été deux fois vice-champion de Catalogne d'échecs, en 1955 et 1957.
Miguel Farré Mallofré a participé à deux championnats du monde junior en 1953 à Copenhague et 1955 à Anvers. Lors de cette dernière participation, il s'est classé troisième, derrière le soviétique Boris Spassky, premier, et l'américain Edmar Mednis, second, et devant l'argentin Oscar Panno, quatrième.
Il a représenté l'Espagne à deux Olympiades d'échecs : en 1958 à Munich et en 1960 à Leipzig et à deux Coupes Clare Benedict : en 1958 à Neuchâtel et 1960 à Bienne.

## Carrière musicale
Parallèlement, Miguel Farré Mallofré s'est consacré à la musique, gagnant en 1954 le premier prix de piano du Concours international de musique Maria Canals de  Barcelone.
À partir de 1968, il mène une carrière musicale, obtenant la chaire de piano au Conservatoire municipal de musique de Barcelone.